# Karl Otto Ehrenfried Ferdinand Wollenhaupt
Karl Otto Ehrenfried Ferdinand Wollenhaupt (* 21. Februar 1805 in Sulau (Landkreis Militsch); † 18. Juni 1873 in Glogau) war königlich preußischer Generalmajor und zuletzt Kommandant von Graudenz und Glogau.

## Herkunft
Seine Eltern waren Ferdinand Sylvius Heinrich Wollenhaupt (* 6. Mai 1780; † 10. Januar 1841) und dessen Ehefrau Johanna Maria Steiter (* 30. Juni 1781; † 31. Oktober 1846). Sein Vater war Hauptmann a. D. aus dem 11. Infanterie-Regiment, ferner war er Bürgermeister von Sulau sowie Feuer-Societätsrendant.

## Leben
Wollenhaupt kam am 6. April 1822 als Musketier in das 27. Infanterie-Regiment. Dort wurde er am 6. Februar 1823 zum Portepeefähnrich und am 18. Dezember 1823 zum Seconde-Lieutenant befördert. Am 8. April 1827 wurde er in das 18. Infanterie-Regiment versetzt, wo er am 15. Juni 1841 zum Premier-Lieutenant befördert wurde. Es folgte seine Abkommandierung in ein Lehr-Bataillon zum 1. April 1847. Nach seiner Rückkehr wurde er Mitte April 1848 zum Hauptmann befördert und als Kompaniechef im 18. Infanterie-Regiment eingesetzt. Es folgte Mitte 1854 seine Beförderung zum Major. Am 31. Mai 1859 wurde er zum Oberstleutnant befördert, wurde am 13. Oktober 1861 Kommandant in die Festung Graudenz und zusätzlich à la suite des 18. Infanterie-Regiments. Er bekam am 18. Oktober 1861 den Charakter als Oberst. Sein Patent dazu bekam er am 12. November 1861 und die zeitgleiche Ernennung zum Kommandant der Festung Glogau. Er erhielt am 1. Januar 1867 den Roten Adlerorden III. Klasse mit Schleife und wurde am 14. März 1868 mit dem Charakter als Generalmajor sowie eine Pension zur Disposition gestellt. Er starb am 18. Juni 1873 in Glogau.
Der Graf von Waldersee schrieb 1847 in seiner Beurteilung: Ein echt militärischer Charakter, welcher mit viel gesundem natürlichem Verstande eine gereifte Diensterfahrung verbindet, vermöge welcher er ein sehr zuverlässiger und umsichtiger Kampagniechef zu werden verspricht und zur Beförderung dazu außer der Tour zu empfehlen ist.

## Familie
Wollenhaupt heiratete am 8. Mai 1834 in Bromberg Berta Friederike Emilie Dalkowski (* 6. Januar 1813; † 5. September 1876), eine Tochter des Geheimen Justiz- und Oberlandesgerichtsrates Georg Jakob Dalkowski. Das Paar hatte mehrere Kinder, zwei Söhne und eine Tochter starben jung. Es überlebten:
- Friedrich Wilhelm (* 15. Dezember 1837), wanderte in die USA aus
- Marie (* 8. Juli 1841) ⚭ Gustav Lenhartz (* 14. Mai 1841; † 8. Mai 1896), Pastor, Sohn von Gustav Lenhartz